# احقاف الجبرات
أحقاف الجبرات هي قرية في شعبية الجبل الأخضر في شمال شرق برقة، ليبيا. تقع أحقاف الجبارات حوالي 21 كم جنوب غربي مدينة البيضاء( ليبيا).

## روابط خارجية
- خريطة القمر الصناعي في Maplandia.com